# 喊板
23°52′49″N 97°38′13″E / 23.88026°N 97.63706°E
喊板，是中华人民共和国云南省德宏州瑞丽市弄岛镇的一个自然村，隶属雷允行政村。

## 沿革
喊板为傣语，意为金银花村，当地以傣族人居多，南部及西部与南畹河相邻，与缅甸接壤。1993年后，由于当地购建弄岛经济开发区，政府向雷允、南涝、弄额、喊板、等相等地征用土地并支付土地补偿金。